# José Tognola
José Tognola (né et mort à des dates inconnues) est un joueur de football international uruguayen, qui évoluait au poste d'attaquant.

## Biographie

### Carrière en sélection
Avec l'équipe d'Uruguay, il joue 4 matchs (pour un but inscrit) entre 1913 et 1917. 
Il figure dans le groupe des sélectionnés lors des championnats sud-américains de 1916 et de 1917. La sélection uruguayenne remporte ces deux compétitions.

## Palmarès
Uruguay
- Championnat sud-américain (2) :
  - Vainqueur : 1916 et 1917.